# Tanaecia stygiana
Tanaecia stygiana är en fjärilsart som beskrevs av Hans Fruhstorfer 1897. Tanaecia stygiana ingår i släktet Tanaecia och familjen praktfjärilar. Inga underarter finns listade i Catalogue of Life.